# コンフォモール内灘
コンフォモール内灘（コンフォモールうちなだ、COMFOMALL UCHINADA）は、石川県河北郡内灘町千鳥台にあるショッピングモール。大京が開発を行い、2007年11月23日にオープンとなった（一部テナントを除く）。マックスバリュ内灘店をキーテナントとする。
2010年12月に所有権が大京から株式会社ゲオエステートに移り、ゲオエステートは株式会社エスポアに商号変更している。

## テナント
Cゾーンにはかつてクスリのアオキが入居していたが2010年9月30日をもって閉店し、以降店舗が入らない状態であったが、2019年11月にアカケンパークがオープンした。

## アクセス
車
- 能登方面からE86E41 のと里山海道内灘ICより5分[独自研究?]
- 富山方面からE8 北陸自動車道金沢東ICより30分[独自研究?]
- 福井方面からE8 北陸自動車道金沢西ICより30分[独自研究?]

路線バス
- 内灘町コミュニティバス「中央ルート」・「南部ルート」利用。「コンフォモール内灘」バス停下車。[独自研究?]
- 北陸新幹線・IRいしかわ鉄道線金沢駅西口より北鉄バス70･71系統内灘駅方面行き乗車。「内灘駅」バス停下車。徒歩15分。[独自研究?]
- 能登方面各地より金沢方面行き特急バス乗車。「向陽台」バス停より徒歩20分[独自研究?]

鉄道
- 北陸鉄道「北鉄金沢駅」より「浅野川線」乗車。「内灘駅」下車徒歩15分。[独自研究?]

## 周辺
- 石川県立内灘高等学校[独自研究?]
- 北陸鉄道内灘駅[独自研究?]

#### 広報資料・プレスリリースなど一次資料
1. 1 2 3 4 5 6 7 8 9 10 11 12 13 14 15 16 17  コンフォモール内灘 株式会社大京 (PDF)  - 株式会社大京、2021年7月23日閲覧。
2. 1 2  “コンフォモール内灘 ショップリスト”.   コンフォモール内灘. 2021年8月7日閲覧。
3. ↑  “ショップリスト”.   コンフォモール内灘. 2018年8月14日時点のオリジナルよりアーカイブ。2021年8月20日閲覧。